# Afriška cibetovka
Afriška cibetovka (znanstveno ime Civettictis civetta) je velika Viverridae (cibetovke), ki izvira iz podsaharske Afrike, kjer velja za navadno in široko razširjena v gozdovih in sekundarnih gozdovih. Od leta 2008 je na rdečem seznamu IUCN uvrščena kot najmanj ogrožena vrsta.
Je gibčna žival podolgovate oblike, v dolžino zraste do 110 cm. Afriška cibetovka je predvsem nočna žival in preživi dan, ko spi v gostem rastlinju, vendar se zbudi ob sončnem zahodu. Je sesalec samotar z edinstveno obarvanostjo: črno-bele lise, ki pokrivajo njegovo grobo dlako in obroči na repu, so učinkovit skrivnostni vzorec. Črni trakovi, ki obdajajo oči, so zelo podobni rakunovim. Druge posebnosti so njen nesorazmerno velik zadnji del in njen erektilni hrbtni greben. Je vsejeda, ki lovi majhne vretenčarje, nevretenčarje, jajca, mrhovino in rastlinske snovi. Je eden redkih mesojedcev, ki lahko jedo strupene nevretenčarje, kot so termiti in stonoge. Plen zazna predvsem z vonjem in zvokom in ne z vidom. Je edini član svojega rodu.
Samci in samice, predvsem v času parjenja, označujejo svoje območje s posebnim izločkom zadnjičnih žlez - cibetom, ki zaudarja po moškatu in pižmu. Prehranjuje se z majhnimi nevretenčarji in žuželkami, uživa tudi rastlinsko hrano. Samica dvakrat letno skoti 1-4 mladiče, odstavi jih po 5 mesecih.

## Taksonomija in evolucija
Viverra civetta je bilo znanstveno ime, ki ga je leta 1776 uvedel Johann Christian Daniel von Schreber, ko je opisal afriške cibetovke na podlagi prejšnjih opisov in poročil. Schreber zato velja za binomsko avtoriteto. Leta 1915 je Reginald Innes Pocock opisal strukturne razlike med nogami afriške in velike indijske cibetovke (Viverra zibetha) v zoološki zbirki Prirodoslovnega muzeja v Londonu. Zaradi izrazitih razlik je predlagal Civettictis kot nov rod, s C. civetta kot edino vrsto. V 20. stoletju so bile predlagane naslednje podvrste:
- C. c. congica, ki jo je leta 1929 opisal Ángel Cabrera, je bil zoološki primerek iz zgornje reke Kongo.[8]
- C. c. schwarzi je leta 1929 predlagal Cabrera za osebke afriških cibetovk iz vzhodne Afrike.
- C. c. australis, ki jo je leta 1955 opisal Bengt G. Lundholm, temelji na osebku moškega tipa in treh paratipskih primerkih, zbranih v bližini reke Olifants v severovzhodni provinci Transvaal.[9]
- C. c. volkmanni, ki jo je leta 1955 tudi opisal Lundholm, je bil primerek iz okolice Otavi v Namibiji.
- C. c. pauli, ki so jo leta 2000 opisali Dieter Kock, Künzel in Rayaleh, je bil primerek, zbran blizu obale blizu Džibutija.[10]

Študija iz leta 1969 je ugotovila, da je ta cibetovka pokazala dovolj razlik od preostalih viverin v smislu zobovja, da bi jo lahko uvrstili v svoj lastni rod.

### Evolucija
Filogenetska študija iz leta 2006 je pokazala, da je afriška cibetovka tesno povezana z rodom Viverra. Ocenjeno je bilo, da se je klad Civettictis-Viverra oddaljil od Viverricule okoli 16,2 ma; afriška cibetovka se je ločila od Viverre 12,3 ma. Avtorji so predlagali, da je treba poddružino Viverrinae razdeliti na Genettinae (Poiana in Genetta) in Viverrinae (Civettictis, Viverra in Viverricula). Naslednji kladogram temelji na tej študiji.
|         | Afriška cibetovka (Civettictis civetta) |
|         | |
| Viverra | \| \| Velika indijska cibetovka (Viverra zibetha) \| \| \| \| \| \| Velika pikasta cibetovka (V. megaspila) \| \| \| \| \| \| Malajska cibetovka (V. tangalunga) \| \| \| \| |
|         | \| \| Velika indijska cibetovka (Viverra zibetha) \| \| \| \| \| \| Velika pikasta cibetovka (V. megaspila) \| \| \| \| \| \| Malajska cibetovka (V. tangalunga) \| \| \| \| |
|         | Velika indijska cibetovka (Viverra zibetha) |
|         | |
|         | Velika pikasta cibetovka (V. megaspila) |
|         | |
|         | Malajska cibetovka (V. tangalunga) |
|         | |

|  | Velika indijska cibetovka (Viverra zibetha) |
|  |                                             |
|  | Velika pikasta cibetovka (V. megaspila)     |
|  |                                             |
|  | Malajska cibetovka (V. tangalunga)          |
|  |                                             |

|         | Afriška cibetovka (Civettictis civetta) |
|         | |
| Viverra | \| \| Velika indijska cibetovka (Viverra zibetha) \| \| \| \| \| \| Velika pikasta cibetovka (V. megaspila) \| \| \| \| \| \| Malajska cibetovka (V. tangalunga) \| \| \| \| |
|         | \| \| Velika indijska cibetovka (Viverra zibetha) \| \| \| \| \| \| Velika pikasta cibetovka (V. megaspila) \| \| \| \| \| \| Malajska cibetovka (V. tangalunga) \| \| \| \| |
|         | Velika indijska cibetovka (Viverra zibetha) |
|         | |
|         | Velika pikasta cibetovka (V. megaspila) |
|         | |
|         | Malajska cibetovka (V. tangalunga) |
|         | |

|  | Velika indijska cibetovka (Viverra zibetha) |
|  |                                             |
|  | Velika pikasta cibetovka (V. megaspila)     |
|  |                                             |
|  | Malajska cibetovka (V. tangalunga)          |
|  |                                             |

|  | Genetta (ženeta) |
|  |                  |
|  | Poiana           |
|  |                  |

|         | Afriška cibetovka (Civettictis civetta) |
|         | |
| Viverra | \| \| Velika indijska cibetovka (Viverra zibetha) \| \| \| \| \| \| Velika pikasta cibetovka (V. megaspila) \| \| \| \| \| \| Malajska cibetovka (V. tangalunga) \| \| \| \| |
|         | \| \| Velika indijska cibetovka (Viverra zibetha) \| \| \| \| \| \| Velika pikasta cibetovka (V. megaspila) \| \| \| \| \| \| Malajska cibetovka (V. tangalunga) \| \| \| \| |
|         | Velika indijska cibetovka (Viverra zibetha) |
|         | |
|         | Velika pikasta cibetovka (V. megaspila) |
|         | |
|         | Malajska cibetovka (V. tangalunga) |
|         | |

|  | Velika indijska cibetovka (Viverra zibetha) |
|  |                                             |
|  | Velika pikasta cibetovka (V. megaspila)     |
|  |                                             |
|  | Malajska cibetovka (V. tangalunga)          |
|  |                                             |

|         | Afriška cibetovka (Civettictis civetta) |
|         | |
| Viverra | \| \| Velika indijska cibetovka (Viverra zibetha) \| \| \| \| \| \| Velika pikasta cibetovka (V. megaspila) \| \| \| \| \| \| Malajska cibetovka (V. tangalunga) \| \| \| \| |
|         | \| \| Velika indijska cibetovka (Viverra zibetha) \| \| \| \| \| \| Velika pikasta cibetovka (V. megaspila) \| \| \| \| \| \| Malajska cibetovka (V. tangalunga) \| \| \| \| |
|         | Velika indijska cibetovka (Viverra zibetha) |
|         | |
|         | Velika pikasta cibetovka (V. megaspila) |
|         | |
|         | Malajska cibetovka (V. tangalunga) |
|         | |

|  | Velika indijska cibetovka (Viverra zibetha) |
|  |                                             |
|  | Velika pikasta cibetovka (V. megaspila)     |
|  |                                             |
|  | Malajska cibetovka (V. tangalunga)          |
|  |                                             |

|  | Genetta (ženeta) |
|  |                  |
|  | Poiana           |
|  |                  |

## Etimologija
Rodovno ime Civettictis je zlitje francoske besede civette in grške besede ictis, kar pomeni "podlasica". Vrstno ime civetta in domače ime civet prihajata iz francoskega civette ali arabskega zabād ali sinnawr al-zabād (cibetovska mačka).
Domača in avtohtona imena:
- V tigrajščini: ዝባድ (zibad)
- V jeziku akan: kankane
- V jeziku jorubi: Ẹtà
- V jeziku igbo: Edi

## Lastnosti
Afriška cibetovka ima grobo in žilasto dlako, ki se razlikuje po barvi od bele do kremasto rumene do rdečkaste na hrbtu. Proge in lise so temno rjave do črne. Na zadnjih okončinah so vidne vodoravne črte, na njenem srednjem delu so običajno prisotne lise in zbledijo v navpične črte nad sprednjimi okončinami. Gobec je koničast, ušesa majhna in zaobljena. Čez njene majhne oči se razteza črn pas, okrog kratkega širokega vratu pa dva črna traka. Po hrbtenici živali, ki sega od vratu do dna repa, je erektilni hrbtni greben. Dlake erektilnega grebena so daljše od dlak preostalega dela dlake.
Sagitalni šiv lobanje je dobro razvit in zagotavlja veliko območje za pritrditev senčne mišice. Zigomatski lok je robusten in zagotavlja veliko območje za pritrditev žvekalke. Ta mišica in njena močna čeljust ji dajeta močan ugriz. Njene črne tace so kompaktne s podplati brez dlake, pet prstov na manus, pri katerih je prvi prst nekoliko odmaknjen od drugih. Njenvi dolgi, ukrivljeni kremplji so napol upogibni. Dolžina glave in telesa je 67–84 cm, z dolgim repom 34–47 cm in razponom teže od 7 do 20 kg. Samice so manjše od samcev. Je največja viverrida v Afriki. Njena ramenska višina je v povprečju 40 cm.
Tako samec kot samica imata presredke in analne žleze, ki so pri samcih večje. Žleze presredka so med mošnjo in penisom pri samcih ter med anusom in vulvo pri samicah.

## Razširjenost in habitat
Afriške cibetovke podnevi običajno spijo v visokih travah blizu vodnih virov v srednji in južni Afriki. Pogosto naseljuje savane, gozdove in včasih v bližini rek, saj jim prisotne visoke trave in goščave čez dan zagotavljajo potrebno kritje. V gvinejskem narodnem parku Zgornji Niger so jo zabeležili med raziskavami, opravljenimi v letih od 1996 do 1997. V narodnem parku Moukalaba-Doudou v Gabonu je bila med raziskavo leta 2012 fotografirana blizu gozdnih območij. V narodnem parku Batéké Plateau je bila zabeležena v galerijskem gozdu ob reki Mpassa med raziskavami, opravljenimi med junijem 2014 in majem 2015.
V Republiki Kongo je bil med raziskavami leta 2007 zabeležena v zahodno-kongoškem gozdno-savanskem mozaiku narodnega parka Odzala-Kokoua.
V čezmejnem kompleksu zavarovanih območij Dinder–Alatash (Sudan in Etiopija) je bila zabeležena med raziskavami med letoma 2015 in 2018. Pogosto jo opazijo tudi v etiopskem severnem masivu Degua Tembien.

## Vedenje in ekologija
Afriške cibetovke odlagajo svoje iztrebke v velike kupe, imenovane stranišča ali natančneje civetries. Za stranišča so značilni plodovi, semena, zunanji skelet obročkov žuželk in stonog, občasno pa tudi kepe trave. Vloga stranišč za cibetovke kot mehanizma razprševanja semena in obnavljanja gozdov se še vedno raziskuje.
Afriške cibetovke so običajno samotarska bitja. S svojim izločkom perinealne žleze označujejo svoja ozemlja okoli svojih območij. Te oznake običajno sledijo običajnim potem in ležijo znotraj 100 metrov 96,72 % časa.
Če se afriška cibetovka počuti ogroženo, dvigne svoj hrbtni greben, da bi bila videti večja in s tem bolj grozljiva in nevarna za napad. To vedenje je Protiplenilska prilagoditev.

### Hranjenje
Raziskave v jugovzhodni Nigeriji so pokazale, da je afriška cibetovka vsejed. Prehranjuje se z glodavci, kot so orjaška podgana vrečarka (Cricetomys gambianus), hišna miš (Mus musculoides), Tullbergova mehkodlaka miš (Praomys tulbergi), večja trsna podgana (Thryonomys swinderianus), pegasta travnata miš (Lemniscomys amsculoides), dvoživke inmajhni plazilci kot so Hallowellova krastača (Amietophrynus maculatus), glasnica (Crotaphopeltis hotamboeia), črnovrata pljuvača (Naja nigricollis), navadna agama (Agama agama), mabuya, žuželke, kot so kobilice (Orthoptera), hrošči (Coleoptera) ter sadeži in semena. Vsebnost želodca treh afriških cibetovk v Bocvani je vključevala predvsem luščine pahljačaste palme (Hyphaene petersiana) in afriške ebenovine (Diospyros mespiliformis) ter nekaj ostankov afriške rdeče krastače (Schismaderma carens), kobilic Acrididae in ličink hroščev.
Zeleno travo pogosto najdemo tudi v blatu in zdi se, da je to povezano z uživanjem kač in dvoživk.

### Razmnoževanje
Samice v ujetništvu so poliestrične (se lahko parijo večkrat v letu). Parjenje traja 40 do 70 sekund. V južni Afriki se afriške cibetovke verjetno parijo od oktobra do novembra, samice pa kotijo v deževnem obdobju med januarjem in februarjem.
Povprečna življenjska doba afriške cibetovke v ujetništvu je 15 do 20 let. Samice ustvarijo gnezdo, ki je običajno v gostem rastlinju ali v luknji, ki jo izkoplje druga žival. Samice afriške cibetovke običajno skotijo enega do štiri mladiče. Mladiči se rodijo precej razviti v primerjavi z večino mesojedcev. Pokriti so s temnim kratkim kožuhom in se lahko plazijo ob rojstvu. Mladiči zapustijo gnezdo po 18 dneh, vendar so še dva meseca odvisni od matere za mleko in zaščito. 

## Grožnja
Leta 2006 je bilo ocenjeno, da se v nigerijskem delu ulovi približno 9400 afriških cibetovk letno in več kot 5800 v kamerunskem delu obalnih gozdov Cross-Sanaga-Bioko. Kože in lobanje afriške cibetovke so leta 2007 našli na tržnici Dantokpa v južnem Beninu, kjer je bila med najdražjimi malimi zveri. Lokalni lovci so jo šteli za redko vrsto, kar kaže, da se je populacija zmanjšala zaradi lova za trgovino z mesom.
Afriška cibetovka je bila v preteklosti lovljena zaradi izločanja perinealnih žlez. Ta izloček je bela ali rumena voskasta snov, imenovana civeton, ki se že več sto let uporablja kot osnovna sestavina številnih parfumov. V Etiopiji afriške cibetovke lovijo žive in jih hranijo v majhnih kletkah. Večina jih umre v treh tednih po ujetju, najverjetneje zaradi stresa. Pridobivanje civetona je kruto in so ga kritizirali aktivisti za pravice živali.